# Polianilina
La Polianilina (PANI) è un polimero conduttore della famiglia dei polimeri ad asta semi-flessibile. Anche se il composto stesso è stato scoperto più di 150 anni fa, solo a partire dai primi anni '80 la polianilina ha catturato l'intensa attenzione della comunità scientifica, grazie alla riscoperta della sua elevata conducibilità elettrica. Inserita quindi nella famiglia dei polimeri organici conduttori e semiconduttori, la polianilina ha molte caratteristiche di lavorazione interessanti ed è uno dei polimeri più studiati.

## Storia
Come descritto da Alan MacDiarmid, la prima relazione definitiva sulla polianilina non apparve fino al 1862, e comprendeva un metodo elettrochimico per la determinazione di piccole quantità di anilina.
Dagli inizi del XX secolo, sulla struttura del PANI sono stati pubblicati vari rapporti occasionali, e n seguito alla sua indagine di altri materiali organici altamente conduttivi, MacDiarmid ha dimostrato gli stati di conduzione di polianilina che provengono dal doping protonico della forma smeraldo della polianilina. Polimeri conduttori come la polianilina rimangono di interesse notevole,
fornendo la possibilità di affrontare i problemi fondamentali importanti per la fisica della materia condensata, tra cui, ad esempio, la transizione metallo-isolante, la Peierls Instability e la decoerenza quantica.

## Sintesi e proprietà

Strutture principali della polianilina: n+m = 1, x = grado medio di polimerizzazione

Polimerizzato dal monomero economico anilina, la polianilina può trovarsi in uno dei tre stati di ossidazione idealizzati:
- leucosmeraldo – bianco/chiaro e incolore (C6H4NH)n
- smeraldo – verde per il sale smeraldino, blu per la base smeraldina ([C6H4NH]2[C6H4N]2)n
- (per) nigranilina – blu/viola (C6H4N)n

Nella figura in alto, x è uguale a metà del grado di polimerizzazione (DP). La leucosmeraldina con n = 1, m = 0 è allo stato completamente ridotto. La pernigranilina è allo stato completamente ossidato (n = 0, m = 1) con collegamenti imminici invece di legami amminici. Vari studi hanno dimostrato che la maggior parte delle forme di polianilina sono uno dei tre stati o miscele fisiche di questi componenti. Lo smeraldino (n = m = 0,5), spesso indicato come base smeraldino (EB, Emeraldine Base), è neutra, se drogata (protonata in genere) è chiamata sale smeraldino (ES), con gli atomi di azoto imminici protonati da un acido. La protonazione aiuta a delocalizzare lo stato diiminochinone-diaminobenzene altrimenti intrappolato. La EB è considerata la forma più utile di polianilina grazie alla sua elevata stabilità a temperatura ambiente e al fatto che, dopo il drogaggio con un acido, la forma di sale risultante ES della polianilina è altamente conduttrice di elettricità. La leucosmeraldina e la pernigraniline sono cattivi conduttori, anche quando drogati con un acido protico.
Il cambiamento di colore associato con la polianilina nei diversi stati di ossidazione può essere utilizzato in sensori e dispositivi elettrocromici.
Anche se il colore è utile, il metodo migliore per fare un sensore dalla polianilina è probabilmente quello di sfruttare i cambiamenti drastici nella conduttività elettrica tra i diversi stati di ossidazione o livelli derivanti dal doping. Il trattamento della forma smeraldina con acidi aumenta la conduttività elettrica di dieci ordini di grandezza, mentre la polianilina non dopata ha una conducibilità di 6,28 × 10-9 S / m, mentre una conducibilità di 4,60 × 10-5 S / m può essere realizzata mediante drogaggio al 4% con HBr . Lo stesso materiale può essere preparato per ossidazione della forma leucosmeraldina.
La polianilina è più nobile del rame e un po' meno nobile dell'argento e ciò è alla base del suo ampio utilizzo nella produzione di circuiti stampati (come finitura finale) e nella protezione contro la corrosione.

### Sintesi
Sebbene i metodi di sintesi per produrre la polianilina siano piuttosto semplici, il meccanismo di polimerizzazione è probabilmente complesso. La formazione della forma leucosmeraldina può essere descritta come segue, dove con [O] si indica un ossidante generico:
n C6H5NH2  +  [O]  →  [C6H4NH]n  +  H2O
L'ossidante più comune è il persolfato di ammonio. I componenti sono ciascuno sciolti in acido cloridrico 1M (anche se possono essere usati altri acidi), e le due soluzioni (ossidante e monomero) vengono lentamente unite. La reazione è molto esotermica, ed il polimero precipita come una dispersione stabile con il particolato in scala micrometrica.
La (per) nigranilina
è preparata per ossidazione della EB, utilizzando come ossidante l'acido meta-cloroperossibenzoico:
{[C6H4NH]2[C6H4N]2}n  +  RCO3H   →   [C6H4N]n  +  H2O  + RCO2H

### Lavorazione
La sintesi di nanostrutture a base di polianilina è comoda e senza problemi.
Utilizzando procedure di polimerizzazione speciali e droganti tensioattivi, la polvere di polianilina così ottenuta può essere resa disperdibile e quindi utile per applicazioni pratiche. la sintesi di massa di nanofibre polianilina ha portato ad una forma altamente scalabile e applicabile in commercio di polianilina che è stata studiata estensivamente dalla loro scoperta nel 2002.
La polianilina è tipicamente prodotta sotto forma di aggregati polimerici a catena lunga, in dispersioni di nanoparticelle stabilizzate da tensioattivi, o in dispersioni di nanofibre privo di stabilizzatore a seconda del fornitore e della via sintetica. Dispersioni di polianilina stabilizzate sono disponibili per la vendita commerciale dalla fine degli anni '90.

## Applicazioni
La polianilina e gli altri polimeri conduttori come il politiofene, il polipirrolo e il PEDOT/PSS hanno un grande potenziale di applicazioni grazie alla loro leggerezza, conduttività, flessibilità meccanica e basso costo. la polianilina è particolarmente interessante perché è relativamente poco costosa, presenta tre distinti stati di ossidazione con differenti colori e ha una risposta al doping acido/base. Quest'ultima proprietà rende la polianilina molto attraente per i sensori ai vapori di acido/base, i supercondensatori e i biosensori. I colori differenti, le cariche e le conformazioni dei molteplici stati di ossidazione rendono il materiale promettente anche per applicazioni quali attuatori, supercondensatori e sostanze elettrocromiche. Essi sono adatti per la produzione di filati elettricamente conduttivi, rivestimenti antistatici, schermature elettromagnetica ed elettrodi flessibili.
Attualmente, le principali applicazioni sono la produzione di circuiti stampati (finiture finali, utilizzato in milioni di m² ogni anno), rivestimenti anti statici ed ESD, e protezione contro la corrosione.